# Proschoenobius
Proschoenobius és un gènere d'arnes de la família Crambidae.

## Taxonomia
- Proschoenobius forsteri Munroe, 1974
- Proschoenobius subcervinellus (Walker, 1863)